# Chaume (AOC)
Pour les articles homonymes, voir Chaume.
Le coteaux-du-layon premier cru Chaume, ou plus simplement un chaume, est un vin blanc liquoreux produit sur la commune de Rochefort-sur-Loire, au bord du Layon en Maine-et-Loire. Il s'agit d'une dénomination géographique au cœur de l'appellation coteaux-du-layon, faisant partie du vignoble de la vallée de la Loire.
D'abord créée comme une dénomination géographique au sein de l'AOC coteaux-du-layon (coteaux-du-layon Chaume) dans un décret commun du 18 février 1950, il devient l'appellation chaume en 2003, confirmé par un nouveau décret en mars 2009, mais les chaumes sont rétrogradés par une décision du Conseil d'État sur un conflit avec l'AOC quarts-de-chaume. Son nom actuel est donc coteaux-du-layon premier cru Chaume, c'est-à-dire supérieur aux coteaux-du-layon (suivi ou non d'une mention communale) et inférieur au quarts-de-chaume grand cru.

## Histoire

### Période contemporaine
Ce vin a déjà une histoire tourmentée.
Le décret du 19 septembre 2003 instituant l'appellation « Chaume suivi de la mention Premier cru des Coteaux-du-layon » a été annulé par le Conseil d'État par une décision du 27 juillet 2005 car il a été considéré que l'appellation Chaume - premier cru des coteaux du Layon « permet à cette nouvelle appellation de bénéficier de la notoriété du quarts-de-chaume tout en profitant exclusivement de la mention « premier cru » [et], qu'ainsi, l'appellation Chaume - premier cru des coteaux du Layon [était] de nature à susciter une confusion dans l'esprit du consommateur, à créer l'apparence d'une hiérarchisation des vins favorable à la nouvelle appellation et, par conséquent, à détourner ou affaiblir la notoriété de l'appellation Quarts-de-Chaume».
Un nouveau décret, en date du 21 février 2007, crée à nouveau l'appellation Chaume mais, cette fois-ci, suivie de la mention « Val de Loire ». Ce décret est modifié le 29 avril 2007 pour réduire le rendement à l'hectare.
À noter

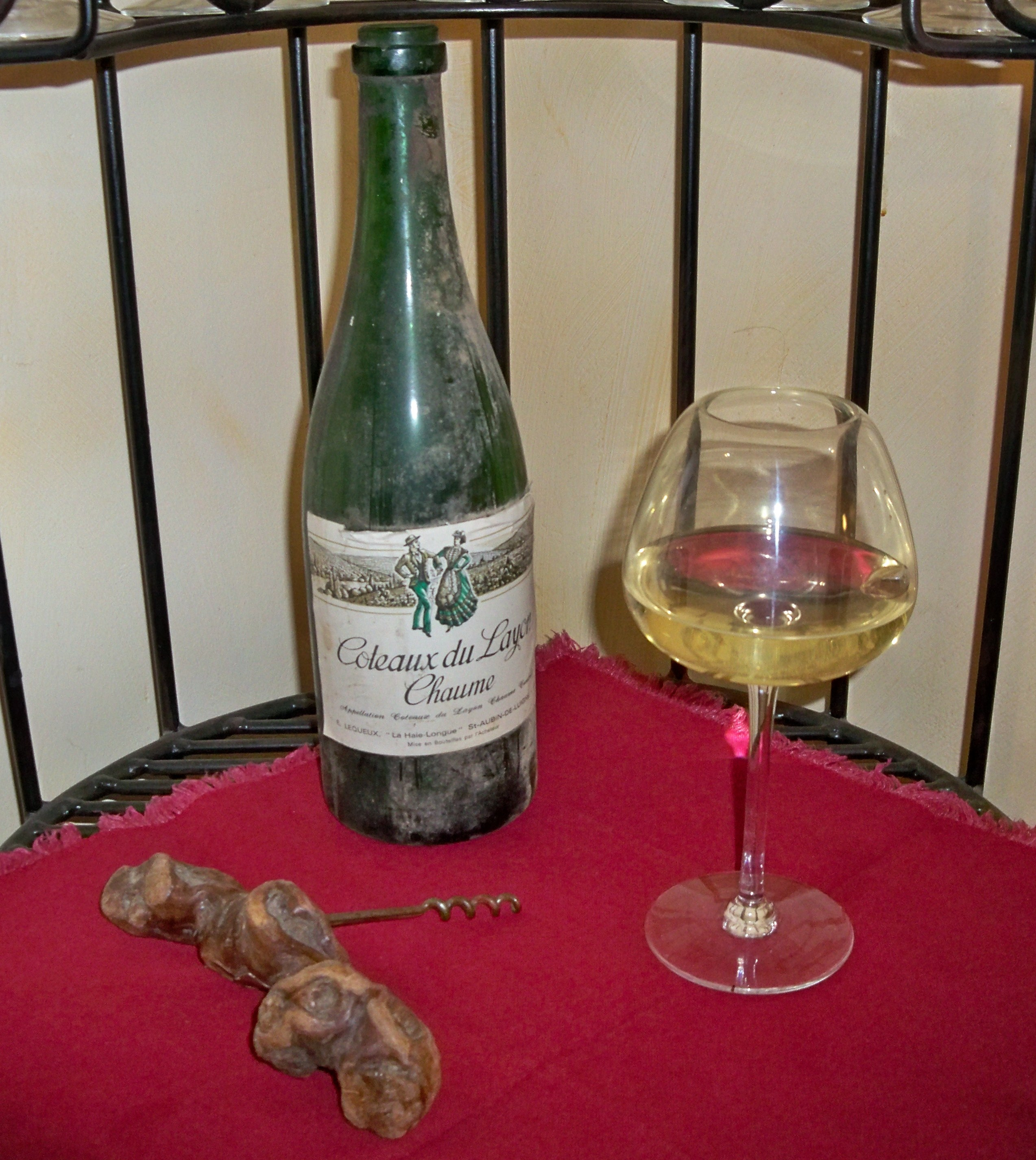
AOC Coteaux du Layon - Chaume

Les décrets du 19 septembre 2003 et du 21 février 2007 abroge les dispositions du décret modifié du 18 février 1950 concernant l'appellation Coteaux-du-Layon Chaume.
Le 30 mars 2009, ce dernier décret du 21 février 2007 est à nouveau annulé par le Conseil d'État qui lui reproche d'affaiblir la notoriété de l'AOC Quarts-de-Chaume, surtout que les deux appellations sont sur la même commune (Rochefort-sur-Loire).
Ainsi prend fin, pour le moment du moins, l'existence de l'AOC chaume. À partir du millésime 2009, les vins seront à nouveau produits sous l'AOC locale Coteaux-du-Layon Chaume.
Afin de clarifier la position du Quarts-de-Chaume et offrir une solution, l'INAO, lors de sa réunion de septembre 2011 , a validé la hiérarchie suivante (de style bourguignon) :
- l' «AOC Quarts-de-Chaume » pourra être complétée de la mention « grand cru » ;
- on crée l' «AOC Coteaux-du-Layon premier cru » complétée de la dénomination géographique complémentaire « Chaume » .

La publication au Journal Officiel a eu lieu le 24 novembre 2011.

## Situation géographique
Ce vignoble, anciennement classé AOC, couvre une superficie de 70 hectares sur la commune de Rochefort-sur-Loire.

## Vignoble

### Présentation
Ce vignoble, anciennement classé AOC, couvre une superficie de 70 hectares sur la commune de Rochefort-sur-Loire.
Ce vin est issu à 100 % du chenin et bénéficie de l'action de la pourriture noble (Botrytis cinerea) : le grain est récolté manuellement à surmaturité par tries successives. Sa robe est jaune soutenu à dorée.
Le chaume peut se garder une dizaine d'années et beaucoup plus les bonnes années.

## Voir
- Vignoble de la vallée de la Loire
- Bonnezeaux
- Coteaux-du-layon
- Quarts-de-chaume

## Sources, Bibliographie
- Michel Mastrojanni : Les Vins de France (guide vert solar). Éditions Solar, Paris 1992 - 1994 - 1998,  (ISBN 2-263-02796-3)
- Légifrance, Décret du 19 septembre 2003 relatif à l'appellation d'origine contrôlée « Chaume-Premier cru des Coteaux du Layon »
- Légifrance, Décret du 21 février 2007 relatif à l'appellation d'origine contrôlée « Chaume »